# SlaughtaHouse
SlaughtaHouse è il primo album del gruppo hip hop statunitense Masta Ace Incorporated, fondato dal rapper Masta Ace, pubblicato nel 1993. Il disco è un prodotto underground newyorkese «solista di Masta Ace con qualche comparsata»: l'artista «processa» l'incessante aumento della violenza fisica e dell'aggressività nella musica hip hop e il titolo dell'album ("Mattatoio") vi fa ironicamente riferimento.
| Recensione | Giudizio |
| ---------- | -------- |
| AllMusic   | [ 1 ]    |
| RapReviews | [ 2 ]    |

## Tracce
| #  | Titolo                      | Autori testo                                 | Autori musiche             | Performer(s)                                    | Durata |
| -- | --------------------------- | -------------------------------------------- | -------------------------- | ----------------------------------------------- | ------ |
| 1  | "A Walk Thru The Valley"    | D. Clear, S. McFadden                        | Uneek                      | Masta Ace                                       | 3:37   |
| 2  | "SlaughtaHouse"             | D. Clear, S. McFadden, C. McFadden           | Uneek                      | "MC Negro", "Ignant MC", Paula Perry, Masta Ace | 4:50   |
| *  | "Diggadome [Intro]"         |                                              |                            | Lord Digga                                      |        |
| 3  | "Late Model Sedan"          | M.F. Horn, D. Clear, Latief King             | Latief, Ase One            | Masta Ace                                       | 3:52   |
| 4  | "Jeep Ass Niguh"            | D. Clear, N. Glover, R. Ellis                | Bluez Brothas, Ase One     | Masta Ace                                       | 4:43   |
| 5  | "The Big East"              | D. Clear, G. Jenkins, T. Stewart             | The Beatheads, Ase One     | Masta Ace, Lord Digga                           | 4:19   |
| 6  | "Jack B. Nimble"            | D. Clear, S. McFadden                        | Uneek, Ase One             | Masta Ace                                       | 2:52   |
| 7  | "Boom Bashin'"              | D. Clear, S. McFadden                        | Ase One, Uneek             | Masta Ace, Lord Digga                           | 4:10   |
| 8  | "The Mad Wunz"              | D. Clear, Latief King                        | Latief, Ase One            | Masta Ace, Lord Digga                           | 5:09   |
| 9  | "Style Wars"                | D. Clear                                     | Ase One, Bluez Brothas     | Masta Ace, Lord Digga                           | 4:28   |
| 10 | "Who U Jackin'?"            | D. Clear, N. Glover, R. Ellis                | Bluez Brothas              | Paula Perry, Masta Ace                          | 5:25   |
| 11 | "Rollin' Wit UmDada"        | D. Clear, S. McFadden, Latief King           | Ase One, Latief, Uneek     | Masta Ace                                       | 5:07   |
| 12 | "Ain't U Da Masta"          | D. Clear, N. Glover, R. Ellis                | The Bluez Brothas, Ase One | Masta Ace, Eyceurokk                            | 4:39   |
| 13 | "Crazy Drunken Style"       | D. Clear, R. Ellis, N. Glover                | Bluez Brothas              | Lord Digga, Masta Ace                           | 3:31   |
| 14 | "Don't Fuck Around [Outro]" | L. Sylvers, S. McFadden, F. Mickels          | Ase One                    | Leschea                                         | 2:24   |
| 15 | "Saturday Nite Live"        | S. McFadden, D. Clear, R. Ellis, C. McFadden | Uneek                      | Masta Ace, Eyceurokk, Lord Digga, DJ Premier    | 5:59   |

## Classifiche
| Classifica (1993)         | Posizione massima |
| ------------------------- | ----------------- |
| Stati Uniti               | 134               |
| US Heatseekers Albums     | 6                 |
| US Top R&B/Hip-Hop Albums | 32                |